# あいのこころ
『あいのこころ』は2008年の日本の青春映画。監督に『恋路物語 -each little thing-』で地方都市の豊かな自然を背景に若者のピュアな恋心を描き出した菅野宏彰。主役の1人沖田アイ役の平山藍里（現・清水あいり、撮影当時14歳）はオーディションで選ばれ、本作が映画デビュー作となる。

## あらすじ
主人公あいは奔放な母親に振り回され人間不信気味。かつての男から逃げる母親とともに母親の実家のある福島県二本松市に引っ越してきた。そこで合気道という武道に出会い、初めて心を許せる3人の仲間と出会う。そんなある日仲間の一人ひとみが合気道をやめると言い出した。あいはようやく掴んだ友情を守ることが出来るのか。

## キャスト
- 長谷川 あい（はせがわ あい） - 岩井七世
- 村瀬 ひとみ（むらせ ひとみ） - 山口ひかり
- 沖田 アイ（おきた アイ） - 平山藍里
- 山下 三四郎（やました さんしろう） - 兼子舜

その他
- 森永健司
- 友倉由美子
- 斉藤暁（特別出演）

## スタッフ
- 監督:菅野宏彰
- プロデューサー:Ray sawai
- 脚本:倉田ケンジ
- 撮影監督:寺内俊之
- 録音:長尾風汰
- ヘアメイク:村田エリ
- 制作担当:松林順
- 助監督:高橋洋子
- 制作:JAPAN CINEMA
- 協力:福島県二本松市、二本松ロケ支援隊